# NGC 2434
NGC 2434 è una galassia a spirale barrata situata nella costellazione della Lince, a una distanza di circa 73 milioni di anni luce dalla nostra Via Lattea.

## Scoperta
La galassia è stata scoperta il 23 dicembre 1834 dall'astronomo britannico John Herschel.

## Gruppo di NGC 2442
NGC 2434 assieme a NGC 2397, NGC 2442 e PGC 20690 forma il Gruppo di NGC 2442.